# Eressa megatorna
Eressa megatorna là một loài bướm đêm thuộc phân họ Arctiinae, họ Erebidae.